# Longmont
Longmont é uma cidade localizada no estado americano de Colorado, no Condado de Boulder e Condado de Weld. A cidade foi fundada em 1871, e incorporada em 1961.

## Demografia
Em 1980, a população da cidade foi estimada em 42 942 habitantes, e em 1990, em 51 555 habitantes. Segundo o censo americano de 2000, a sua população era de 71.093 habitantes. No censo dos Estados Unidos de 2010 registaram-se 86270 habitantes.

## Geografia
De acordo com o United States Census Bureau tem uma área de
56,4 km², dos quais 56,4 km² cobertos por terra e 0,0 km² cobertos por água. Longmont localiza-se a aproximadamente 1545 m acima do nível do mar.

## Localidades na vizinhança
O diagrama seguinte representa as localidades num raio de 16 km ao redor de Longmont.